# Freizeit im Sattel

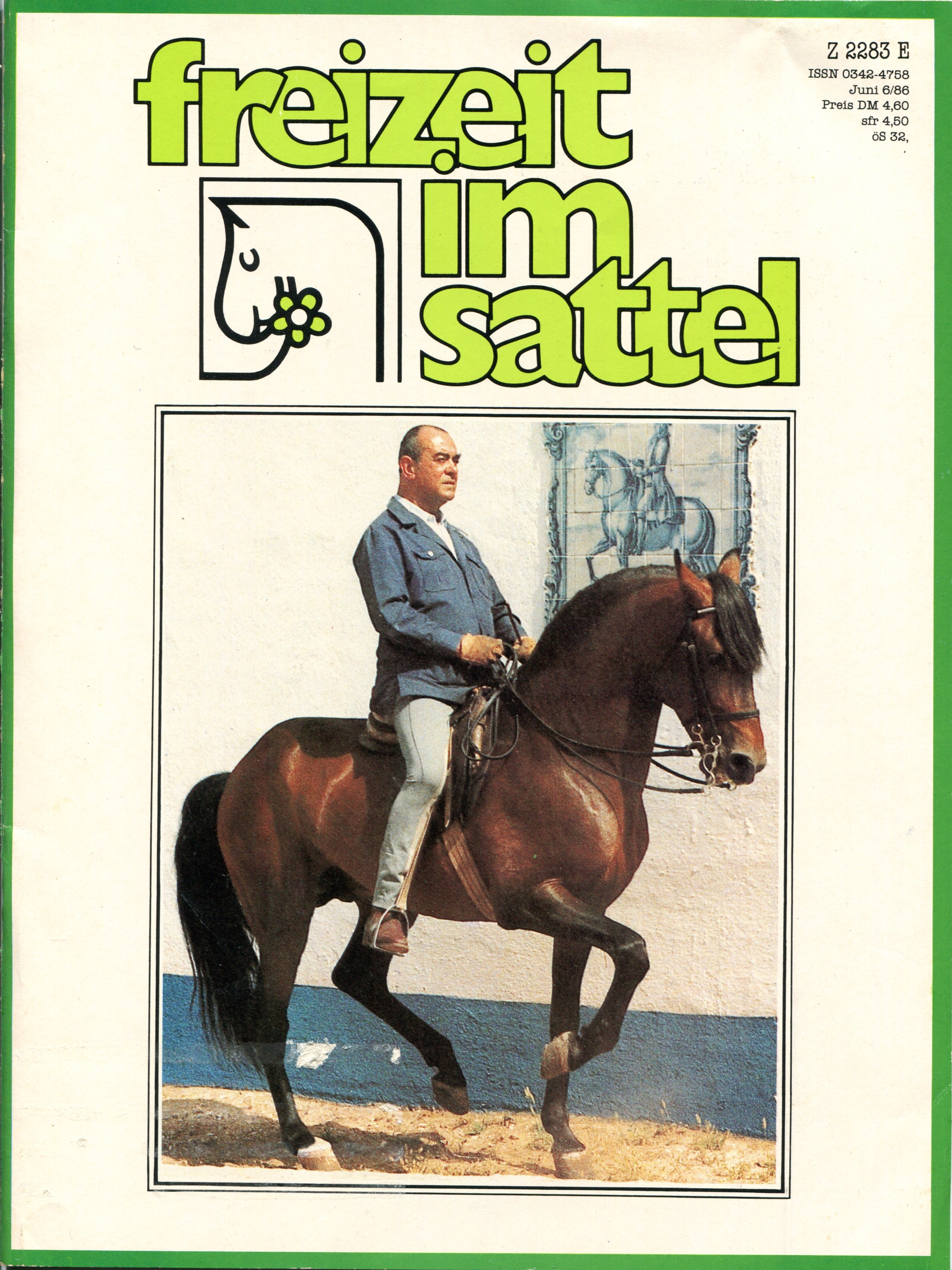
Freizeit im Sattel

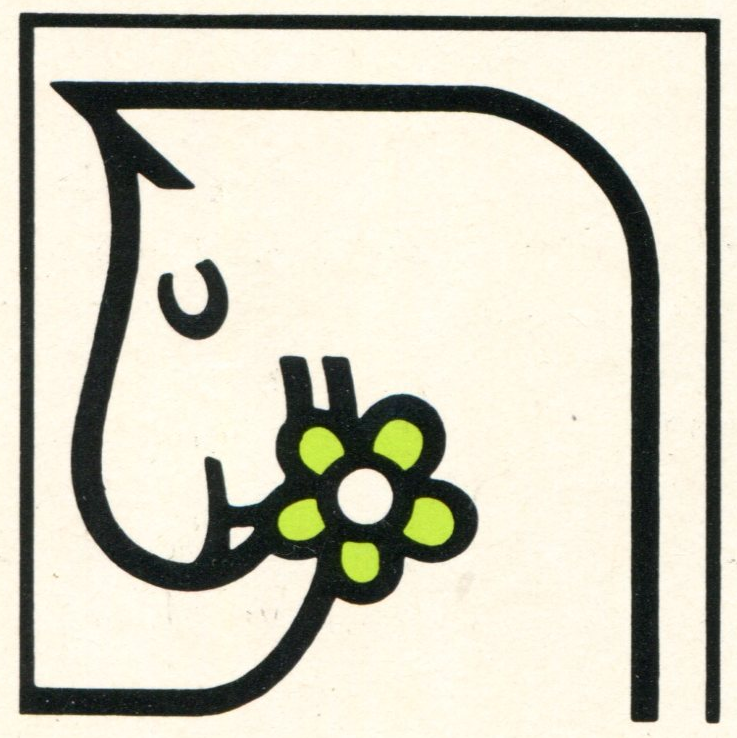
Logo der FS

Freizeit im Sattel (kurz: FS) war von 1958 bis April 2008 eine Fachzeitschrift über Pferde. Insbesondere über Freizeitreiten, Robustpferde und Robustpferdehaltung. Gründerin, Verlegerin und Chefredakteurin war Ursula Bruns.

## Geschichte
Freizeit im Sattel entstand aus der 1958 von Ursula Bruns gegründeten Pony Post, einem hektografierten Rundschreiben für Pony-Besitzer. 1969 wurde die Zeitschrift umbenannt in Freizeit im Sattel. Untertitel: „Größte internationale Zeitschrift für Zucht und Haltung von Robustpferden“ (1969–1979) und „Pferdeliebe mit Sachverstand – Die Zeitschrift, die zeigt, wie man's macht“ (1980–1992). Ursula Bruns zog sich altershalber aus der Redaktionsarbeit zunehmend zurück und übergab dann an ihre langjährige Partnerin Erika Müller, der sie auch ihre Verlagsanteile verkaufte. 2008 – nach insgesamt 50 Jahren – wurde die Freizeit im Sattel verkauft an den Pegasus-Verlag und dort in die Zeitschrift Pegasus – freizeit im sattel integriert. Dieser verkaufte nach drei Jahren an den Jahr Top Special Verlag, der die Zeitschrift einstellte und nur die Leseradressen für eigene Zwecke nutzte.

## Themen und Bedeutung
Die FS wurde in den 1970er und 1980er Jahren von allen Freizeitreitern gelesen. Sie war eine Kampfschrift für pferdegerechtes Reiten, ein Gegenpol zum damals in der FN gelehrten „Zuckerbrot und Peitsche“ und zum Turniersport. Offenstallhaltung wurde als Ersatz für Stallhaltung gelehrt. Sie war Wegbereiter für die Islandpferdehaltung und -Zucht, für das Wanderreiten und das Distanzreiten und die Gründung der VFD. Sie initiierte die Bodenarbeit und das Leichte Reiten mit den 10-Tages-Kursen für erwachsene Reitanfänger. Sie kämpfte gegen Reitverbote in Wald und Flur. Auch das Westernreiten wurde in monatlichen Beiträgen gelehrt, ebenso die Methode von Linda Tellington. Die Zeitschrift berichtete als erste und ausführlich über fremde Rassen und andere Reitweisen: Westernreiten, Klassisches Reiten, Iberische Reitweise, Gardianreitweise, sowie die Gangarten Tölt und Pass.

## Autoren
Langjährige Autoren der FS waren – neben Ursula Bruns:
- Linda Tellington-Jones (USA), Distanzreiten, Training, Leichte Reitweise, T-Touch und T-TEAM
- Jean-Claude Dysli, Westernreiten und Westernzäumungen († 2013)
- Sadko Günter Solinski, Frankreich-Korrespondent, Wanderreiten, Camargue-Reiten († 2005)
- Pierre Burkhardt, Schweizer Korrespondent, Wanderreiten
- Ewald Isenbügel, Pferdemedizin und Gesundheit
- Jochen Brandt, Wanderreiten, Pferdezahnkunde
- Jutta von Grone, Rund um die Pferdeweide († 2013)
- Marlit Hoffmann, Umgang mit Pferden, Reiterrallyes – Reiterspiele, Handpferdereiten.

## Layout

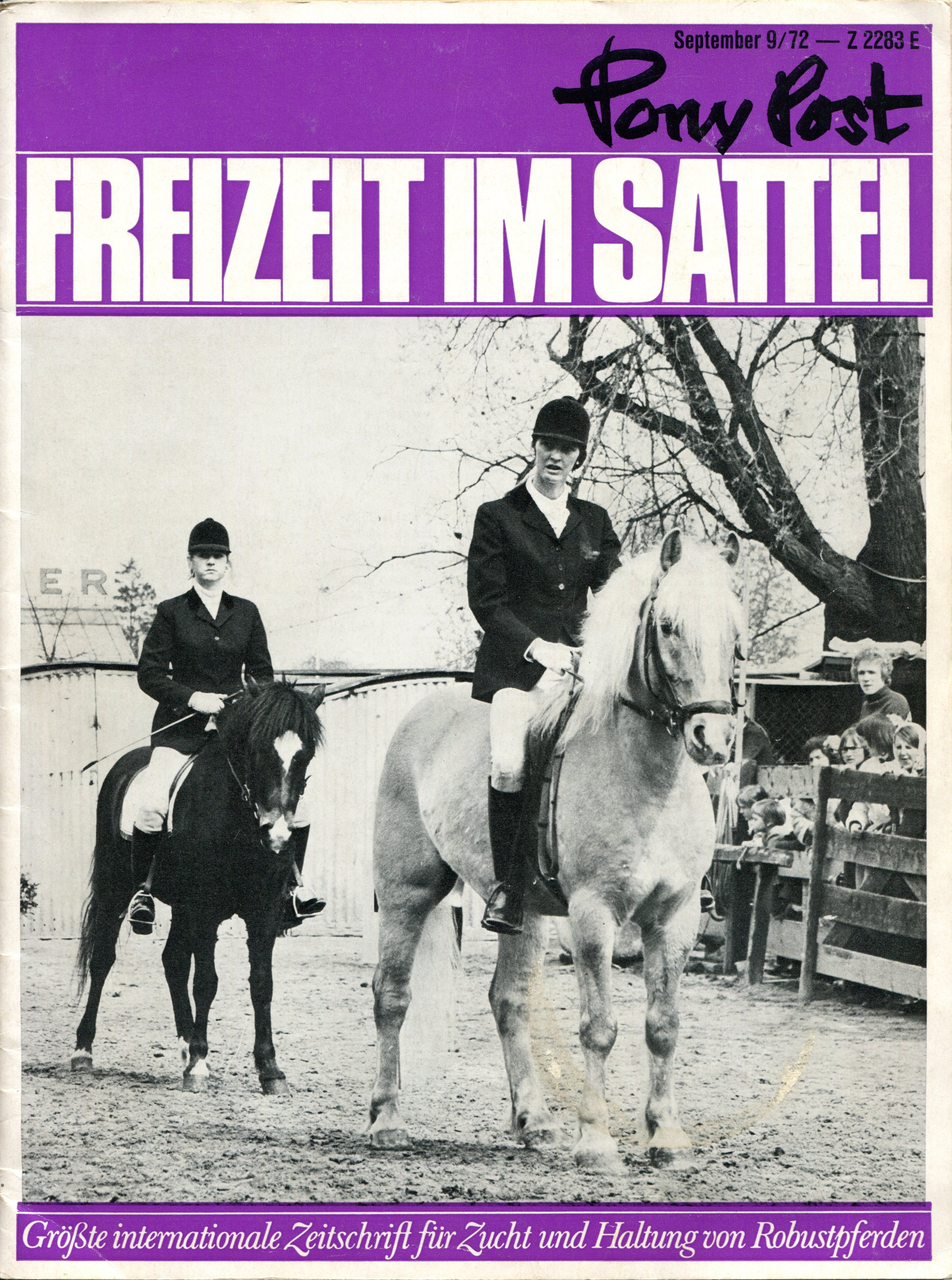
FREIZEIT IM SATTEL, Ponypost bis 1973
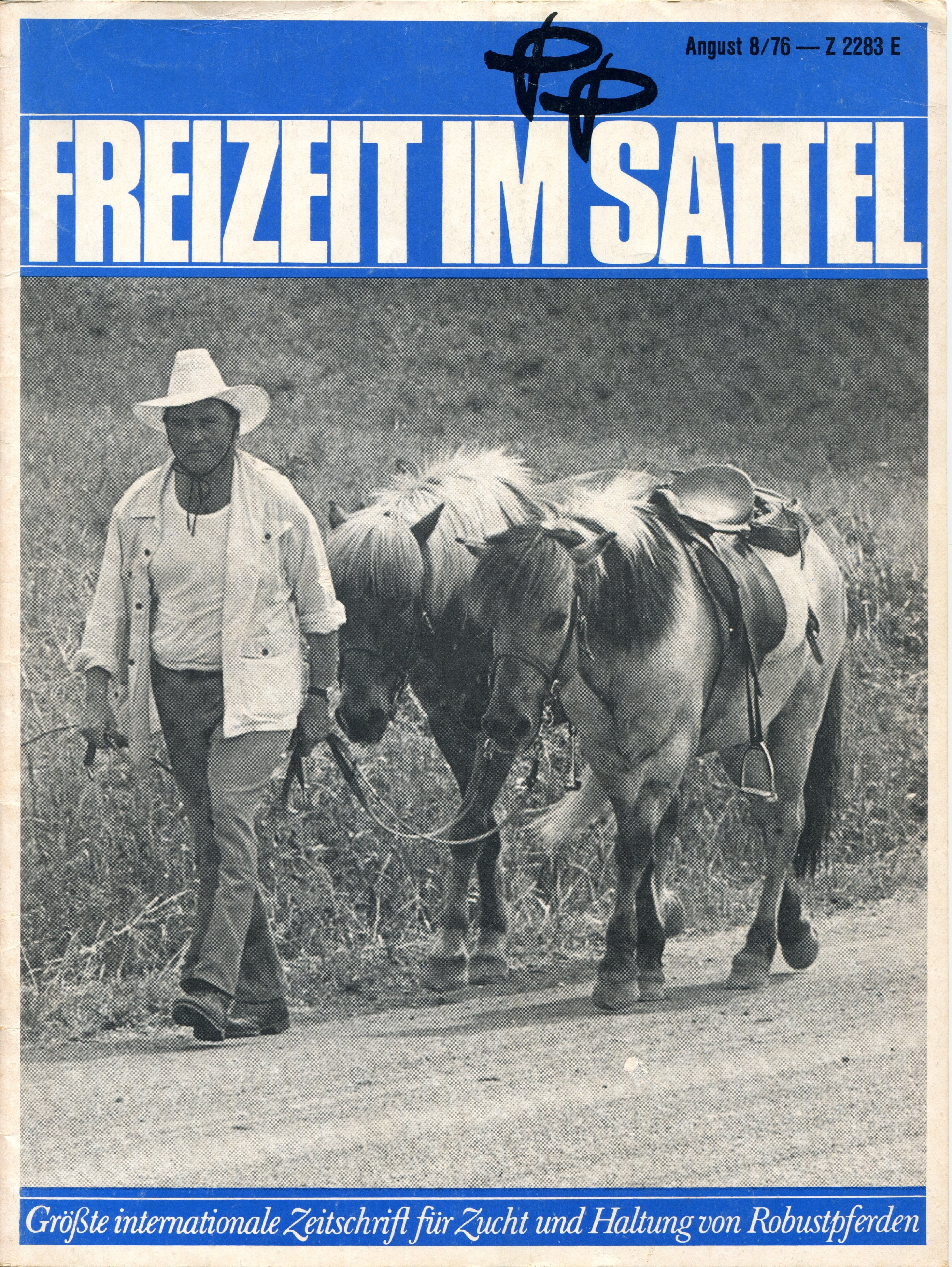
FREIZEIT IM SATTEL, PP 1974–1979
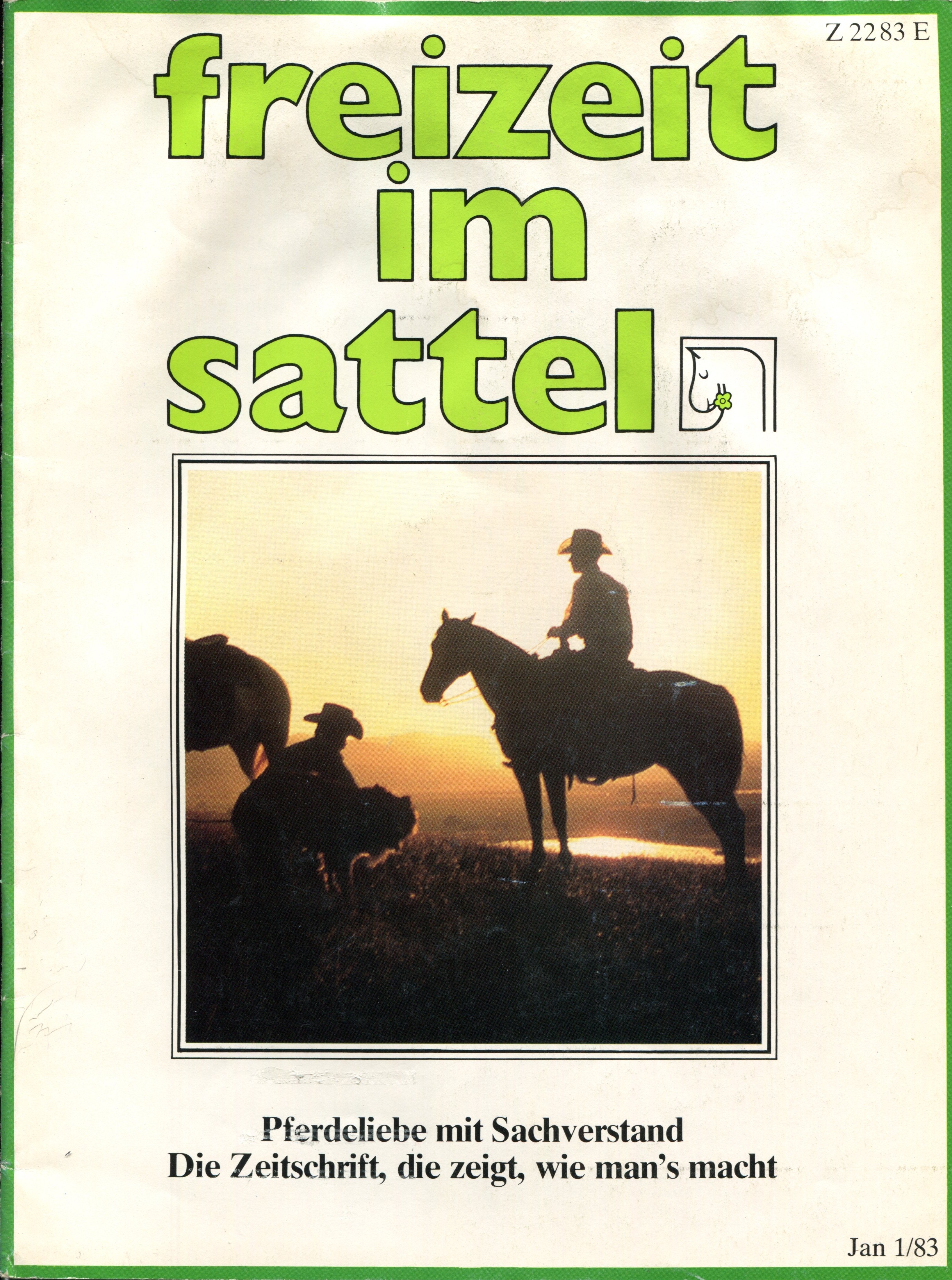
freizeit im sattel 1980–1985
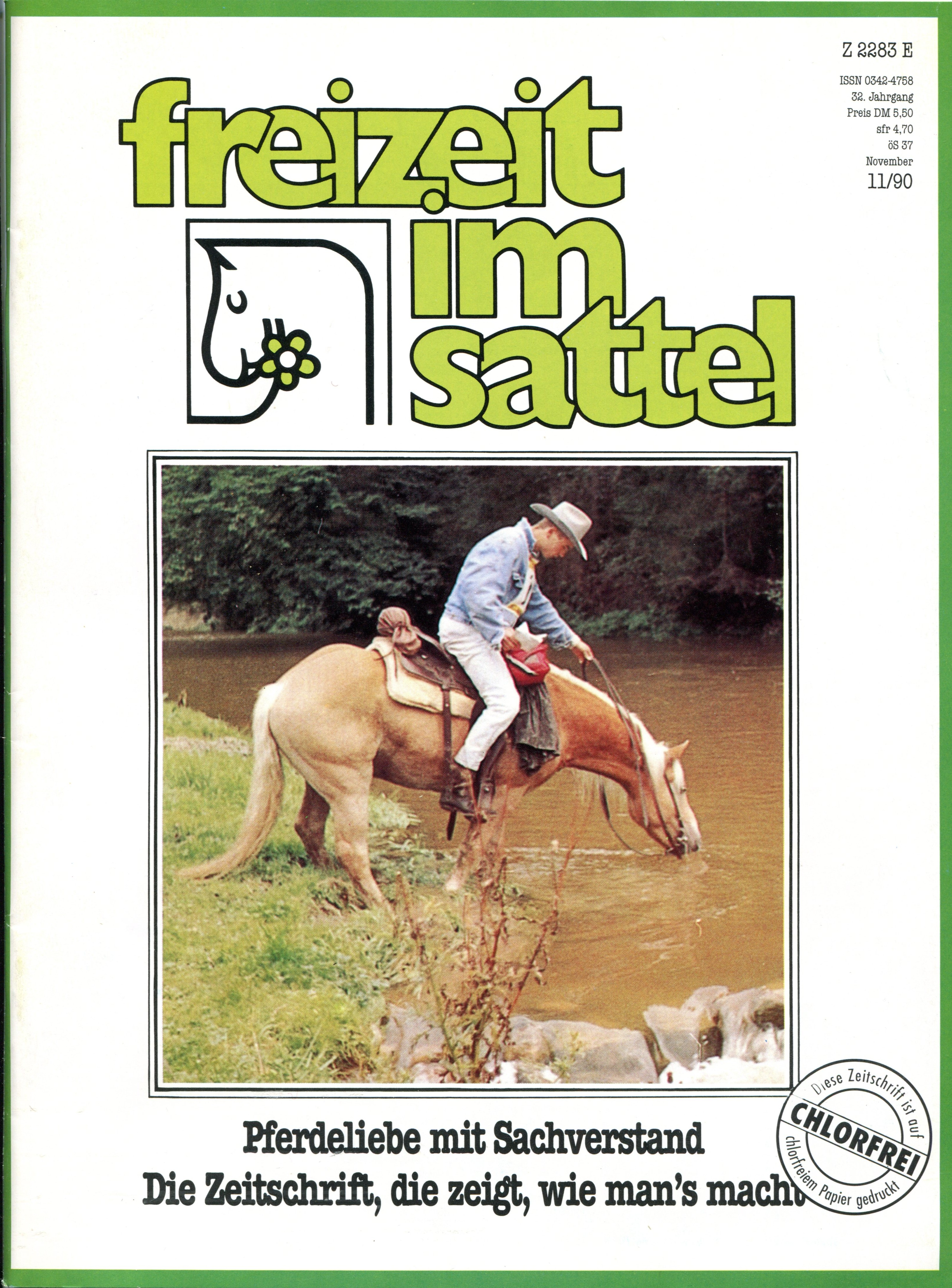
freizeit im sattel ab 1986

Bis 1973 erschien die Zeitschrift als FREIZEIT IM SATTEL – Ponypost, von 1974 bis 1979 als FREIZEIT IM SATTEL – PP, immer mit dem Untertitel „Größte internationale Zeitschrift für Zucht und Haltung von Robustpferden“, einer monatlich wechselnden Titelfarbe und einem seitenfüllenden schwarz/weiss-Bild. Ab 1980 bekam die Zeitschrift ein neues Layout und den neuen Titel freizeit im sattel und den neuen Untertitel „Pferdeliebe mit Sachverstand. Die Zeitschrift, die zeigt wie man's macht“, immer mit einem nun quadratischen grossen Farb-Bild. Ab 1986 wurde die Titelschrift noch etwas modernisiert.